# Centronycteris maximiliani
Centronycteris maximiliani е вид прилеп от семейство Emballonuridae. Видът не е застрашен от изчезване.

## Разпространение
Разпространен е в Бразилия, Венецуела, Гвиана, Колумбия, Перу, Суринам и Френска Гвиана.

## Описание
Теглото им е около 23 g.